# Isabel de Polonia
Isabel de Polonia, duquesa de Pomerania (en polaco: Elżbieta Kazimierzówna, 1326-1361) fue la mayor de los hijos de Casimiro III de Polonia y su primera esposa Aldona de Lituania.

## Matrimonio
Isabel fue prometida originalmente a su futuro cuñado, Luis II de Brandeburgo. Su padre necesitaba llegar a un acuerdo con Luis IV de Baviera, padre de Luis. Casimiro decidió más tarde casar a su hija menor, Cunigunde, con Luis II de Brandeburgo.
Dirigida principalmente contra la Orden Teutónica, hubo un acuerdo el 24 de febrero de 1343 en Poznan entre el padre de Isabel y Wartislaw IV, duque de Pomerania. Decidieron que Isabel debía casarse con el hijo de Wartislaw, Bogislao V de Pomerania. La boda tuvo lugar en Poznan el 28 de febrero de 1343. Isabel recibió una dote de su padre de 20.000 kop (centavos en Praga).
El 28 de febrero de 1343, se casó con Bogislao V de Pomerania. Isabel vivía principalmente en el Castillo de Praga o el Castillo de Darlowo durante su matrimonio. Tuvieron dos hijos:
- Isabel de Pomerania (1347 - 15 de abril de 1393), esposa de Carlos IV de Luxemburgo.
- Casimiro IV de Pomerania (c. 1351 - 2 de enero de 1377).

Su hija, Isabel de Pomerania, fue solicitada en 1363 por el abuelo Casimiro el Grande en Cracovia para casarse con el emperador Carlos IV de Luxemburgo. Isabel de Polonia no pudo asistir a la ceremonia, pues falleció en 1361 en un monasterio de la Orden de San Agustín en Świątkach, donde fue enterrada.
Su hijo Casimiro fue candidato a sucesor de Casimiro el Grande como rey de Polonia, pero fue dejado de lado por Luis I de Hungría, y sucedió a su padre Bogislav en 1364 en el ducado de Pomerania.
Isabel es la patrona de la Escuela Superior de Szczecinek, donde anualmente se celebra una fiesta en su honor, a menudo acompañada por un banquete organizado en Wierzynek.